# Вепси
Вепси (веп. vepsä, vepsläižed, lüdinikad; рус. вепсы) су малобројни народ из групације угро-финских народа који углавном насељавају подручја Карелије, Лењинградске и Вологодске области на северозападу европског дела Руске Федерације. Према подацима са пописа становништва у Русији Вепса има свега око 6.400.
Вепси говоре вепским језиком који припада финској групи уралских језика. Данас готово већина Вепса као матерњи језик говори руски, док већина млађе популације готово и да не говори вепским језиком.
Велика већина Вепса конфесионално припада Руској православној цркви. Најбројнија вепска заједница живи у граду Петрозаводску у Карелији где према подацима са пописа 2002. живи 2.698 припадника овог народа.